# Braune Wegameise
Die Braune Wegameise (Lasius brunneus) gehört in der Unterfamilie der Schuppenameisen (Formicinae) zur Gattung der Wegameisen (Lasius). Sie ist eine baumbewohnende Wegameisen-Art, die in lichten Laubwäldern und anderen Baumbeständen lebt und sich bevorzugt vom Honigtau der Blattläuse ernährt. Ihr Vorkommen umfasst den größten Teil von Europa sowie Teile von Asien bis in den Himalaya.

## Merkmale
Arbeiterinnen erreichen eine Größe von 2,5–4 mm, die Königinnen werden etwa doppelt so lang (6,5–8,5 mm); Männchen erreichen 4–5 mm. Der Thorax der Königin ist im Vergleich zu anderen Ameisen-Arten, z. B. Schwarze Wegameise (Lasius niger) relativ flach.
Die Art ist markant zweifarbig, Kopf und freier Hinterleib (Gaster) der Arbeiterinnen sind dunkel, der Rumpfabschnitt (Mesosoma), das Stielchen (Petiolus) und die Extremitäten sind gelblich-braun, braungrau oder leicht rötlich. Die Art zeichnet sich aus durch die glatte, schwach glänzende Oberflächenskulptur und die anliegende Behaarung aus, abstehende Haare (Setae) auf den Extremitäten fehlen vollständig. Eine Verwechslung mit der Zweifarbigen Hausameise (Lasius emarginatus) ist möglich, die jedoch schlanker gebaut ist.

## Verbreitung und Lebensraum
Das Verbreitungsgebiet erstreckt sich über Europa bis hin zum Kaukasus und nach Norden in Schweden bis zum 61. Breitengrad. Im Mittelmeergebiet ist sie weit verbreitet, kommt aber nur in Gebirgsregionen oberhalb 1.000 Meter Meereshöhe vor. Auch in Kleinasien ist sie weit verbreitet. Vorkommen im westlichen Himalaya (Indien und Pakistan) wurden als Unterart Lasius brunneus subsp. himalayanus Forel, 1917 gefasst, viele Taxonomen halten diese Unterart aber für nicht gerechtfertigt.
Die Art besiedelt lichte Wälder und offene Stellen mit Laubgehölzen, wie Obstwiesen, sie kommt manchmal auch an isoliert stehenden Bäumen vor, ist aber immer an Gehölze gebunden. Neben der Glänzendschwarzen Holzameise (Lasius fuliginosus) ist es in Mitteleuropa die häufigste an Holz lebende Art der Gattung. Sie kann mit Nestdichten von bis zu 23 Nestern auf 100 m² auftreten, so in Eichen-Hainbuchen-Wäldern im Harz beobachtet. Hier treten manchmal zwei Kolonien im selben Baum auf, die sich bei Kontakt gegenseitig bekämpfen. Bei der Nestanlage wird totes Holz klar bevorzugt, sie kann aber von hier aus in lebendes Holz vordringen. Wegen der engen Anbindung an die auf Laubbäumen lebenden Blattläuse ist Lasius brunneus auch in Parkanlagen und in Städten nicht selten. Daneben wurden aber auch Tiere, die Insekten als Beute ins Nest eintragen, beobachtet.

## Symbiose
Lasius brunneus betreibt intensiv Trophobiose mit Blattläusen. Die Ameisen nutzen die Blattläuse als Nahrungslieferanten. Sie klopfen (betrillern) mit ihren Fühlern auf den Hinterleib der Blattläuse, wodurch diese ein süßliches Sekret absondern. Die Ausscheidung (Honigtau) der Blattläuse wird von den Ameisen mit den Mundwerkzeugen (Mandibeln) aufgenommen und im Kropf zur Versorgung ins Ameisennest getragen. Dort wird das Sekret an andere Ameisen weitergegeben. Sie ernährt sich nach älteren Angaben lediglich von den Ausscheidungen der Blattläuse. Im Gegenzug verteidigen die Ameisen die Blattläuse gegen natürliche Feinde, wie Marienkäfer-Arten und ihre Larven. Weil Laubbäume im Herbst die Blätter verlieren, nimmt die Zahl der Blattläuse stark ab. Hierdurch sinkt das Nahrungsangebot an Honigtau, was zu einer Winterruhe im Ameisenstaat führt.

## Nestbau
Normalerweise nistet Lasius brunneus in morschem Totholz von Bäumen. Sie nistet sowohl im Wurzelbereich von Bäumen, als auch bis vier Meter über dem Erdboden. Alternativ wird auch gelagertes und verbautes Baumaterial in der Nähe der Laubbäume besiedelt. Sie kann daher auch verbautes Holz großflächig zerstören, wenn dieses durchfeuchtet ist. Auch Gipskartonplatten können von ihr zerkleinert werden. Insbesondere in EPS- und XPS-Wärmedämmplatten aus Polystyrol werden umfangreiche Wege und Kammern angelegt. Haben diese Dämmplatten doch eine ähnliche Materialbeschaffenheit wie feuchtes Totholz. Die Ameisen zerlegen mit ihren Mundwerkzeugen das Baumaterial in winzige Teile und transportieren dieses in andere Hohlräume bzw. nach draußen, wodurch der Schädlingsbefall oft erst spät sichtbar wird. Lasius brunneus ist daher in Deutschland die am häufigsten als schädlich gemeldete Wegameise in Häusern.

## Fortpflanzung
Die mit Flügel ausgestatteten Geschlechtstiere schwärmen an warmen Hochsommertagen aus. Die Begattung findet im Fluge statt. Die kleineren Männchen sterben bald darauf, das deutlich größere Weibchen wirft die Flügel ab und gründet ein Nest. Nach dem meist ab Ende Mai bis Anfang August von 5.00 bis 14.00 Uhr stattfindenden Schwarmflug suchen die Königinnen die Nähe von Bäumen und gründen dort in kleinen Hohlräumen z. B. unter Borke, in abgebrochenen Ästen oder Bohrgängen von anderen Insekten, ein erstes Nest. Sie verschließen die Kammer (claustrale Koloniegründung). Hier legt die Königin Eier und zieht die ersten Arbeiterinnen auf. Die Kolonien enthalten eine bis mehrere Königinnen. Reife Kolonien wandern mit zunehmender Größe in Richtung Boden, sobald der Platz nicht mehr ausreicht und legen oft ein weit verzweigtes System von Kammern an, welches viele Jahre bestehen kann.

## Wissenswertes
Die Verbindungswege zwischen den Brutkammern werden so gewählt, dass die darin verlaufende Wanderung der Arbeiterinnen möglichst unsichtbar erfolgen kann. Nur wenn es sich nicht vermeiden lässt, werden freie Flächen schnell überquert. Lasius brunneus ist bei Störungen wenig aggressiv und schnell flüchtend. Im Handel allgemein erhältliche Ameisengifte (z. B. Ködergranulat mit dem Kontaktgift Fipronil) werden von ihr gemieden.

## Phylogenie und Taxonomie
Die Art wurde von Latreille als Formica brunnea erstbeschrieben, Synonyme sind Formica timida Förster, 1850, Lasius niger var. alieno-brunneus Forel, 1874, Acanthomyops brunneus var. nigro-brunneus Donisthorpe, 1926. Sie gehört in der Gattung Lasius, Untergattung Lasius (s. str.) in die Lasius brunneus-Artengruppe. Diese umfasst außerdem die europäischen Arten Lasius neglectus, Lasius turcicus, Lasius lasioides und Lasius austriacus.